# Aldina Reka
Aldina Reka (em cirílico: Алдина Река) é uma vila da Sérvia localizada no município de Knjaževac, pertencente ao distrito de Zaječar, na região de Timočka Krajina. A sua população era de nenhum habitante segundo o censo de 2011.

## Demografia
| 1948 | 1953 | 1961 | 1971 | 1981 | 1991 | 2002 | 2011 |
| ---- | ---- | ---- | ---- | ---- | ---- | ---- | ---- |
| 315  | 332  | 396  | 184  | 35   | 20   | 12   | 0    |